# Pylaisiella subimbricata
Pylaisiella subimbricata là một loài Rêu trong họ Hypnaceae. Loài này được (Broth. & Paris) Redf., B.C. Tan & S. He miêu tả khoa học đầu tiên năm 1996.